# Micrura pleuropolia
Micrura pleuropolia är en djurart som tillhör fylumet slemmaskar, och som beskrevs av Cantell 1994. Micrura pleuropolia ingår i släktet Micrura och familjen Lineidae.
Artens utbredningsområde är havet kring Nya Zeeland. Inga underarter finns listade i Catalogue of Life.